# Poblado C-21 Licenciado Benito Juárez García
Poblado C-21 Licenciado Benito Juárez García es un poblado del municipio de Cárdenas ubicado en la subregión de la Chontalpa del estado mexicano de Tabasco.

## Geografía
La localidad se ubica a 20.9 kilómetros (en dirección oeste) de la localidad de Cárdenas, la cabecera y lugar más poblado del municipio. Se sitúa en las coordenadas geográficas 18°04′04″N 93°33′41″O / 18.067778, -93.561389, a una elevación de 8 metros sobre el nivel del mar.

## Demografía
Según el Conteo de Población y Vivienda 2020, efectuado por el Instituto Nacional de Estadística y Geografía, la localidad de Poblado C-21 Licenciado Benito Juárez García tiene 2,408 habitantes, de los cuales 1,137 son del sexo masculino y 1,271 del sexo femenino. Su tasa de fecundidad es de 2.59 hijos por mujer y tiene 576 viviendas particulares habitadas.
| Gráfica de evolución demográfica de Poblado C-21 Licenciado Benito Juárez García entre 1960 y 2020 |
| |
| INEGI.                                                                                             |